# Théodore-Pierre Bertin
Théodore-Pierre Bertin (Provins, 2 novembre 1751 – Parigi, 25 gennaio 1819) è stato un insegnante, traduttore e inventore francese, pioniere della stenografia in Francia.

## Biografia

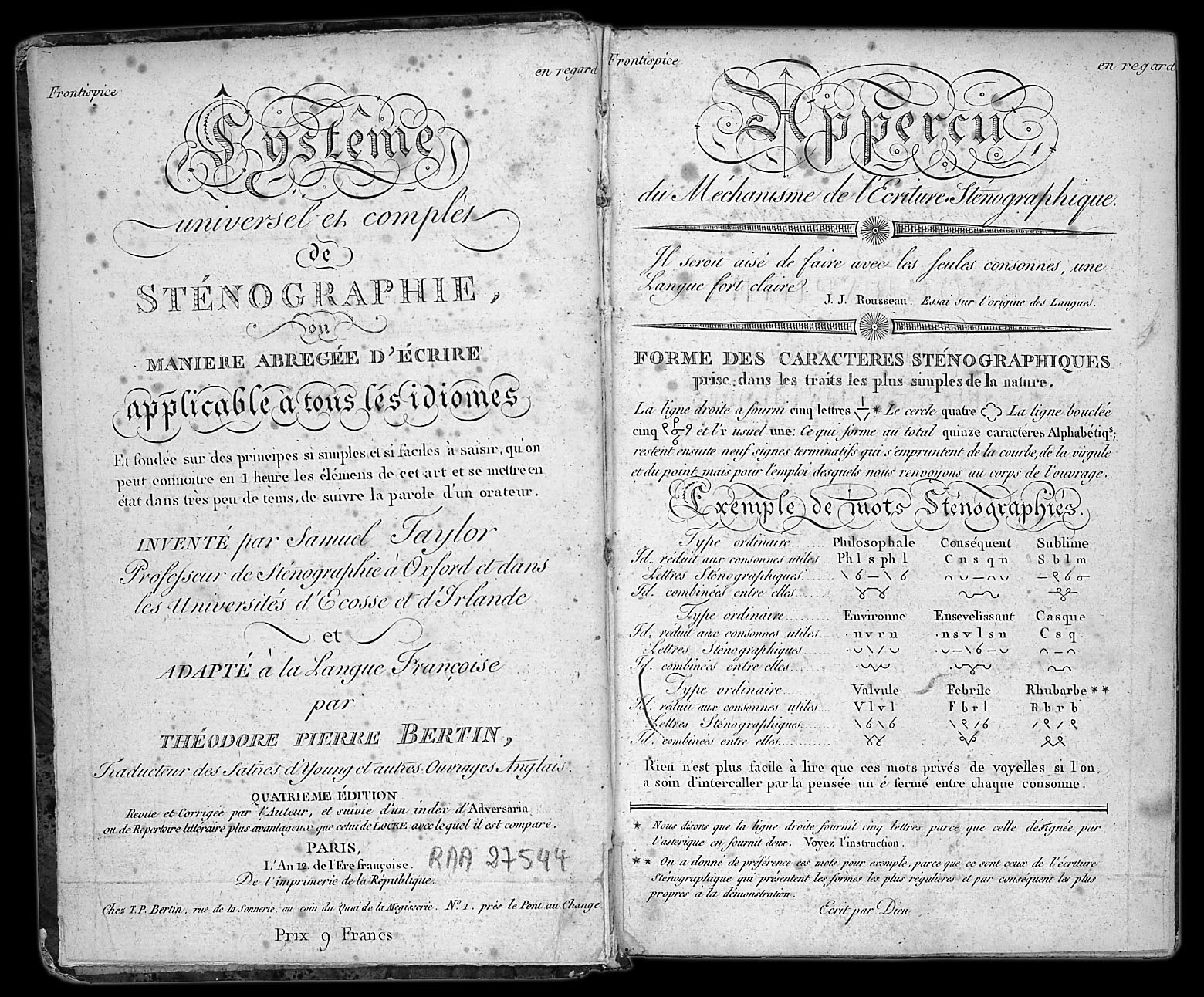
Système universel et complet de Stenographie ou Manière abrégée d'écrire applicable à tous les idiomes

Théodore-Pierre Bertin, pur essendo autore di una cinquantina tra opere e traduzioni di vario genere, nonché studioso anche nel campo tecnico, è ricordato principalmente per avere assunto l'incarico di adattare alla lingua francese il sistema stenografico dell'inglese Taylor, iniziando così la stenografia moderna in Francia. Figlio di Louis Bertin, avvocato del Parlamento, e di Louise Mitantier, cominciò a lavorare come insegnante d'inglese a Parigi e traduttore, poi fu impiegato presso le "Fermes générales". In seguito soggiornò a Londra dove studiò il sistema stenografico di Samuel Taylor. Al suo rientro a Parigi nel 1791 tradusse il libro An essay intended to establish a standard for an universal system of Stenography, or Short-hand writing (Saggio finalizzato a fissare una normalizzazione di un sistema stenografico universale) dello stesso Samuel Taylor. Pubblicò la propria traduzione con il titolo Système universel et complet de Stenographie ou Manière abrégée d'écrire applicable à tous les idiomes (Sistema universale e completo di stenografia o maniera abbreviata di scrivere applicabile a tutte le lingue), la cui prima edizione fu pubblicata nel 1792. Nel gennaio del 1793 lasciò Parigi e soggiornò per qualche tempo a Donnemarie-Dontilly a partire dal settembre del 1793. Nel 1795 la Convenzione Nazionale Francese gli assegnò una sovvenzione annuale per il proseguimento della sua opera: la seconda edizione verrà pubblicata nel 1795, la terza nel 1796, e la quarta nel 1803.
Nella Francia travagliata del suo periodo l'attività di Bertin trovò un vastissimo impiego. A Parigi trascrisse per i giornali i discorsi delle Assemblee Rivoluzionarie. Fu proprietario di una libreria, nella quale svolgeva anche una compravendita di medaglie. Continuò a lavorare per il governo durante il Direttorio; mentre il Consolato ed il Primo Impero non si servirono della sua opera, che riprese nel periodo della Restaurazione (aprile 1814), durante il quale organizzò un servizio stenografico per le Camere ed ottenne un pubblico impiego anche nell'amministrazione delle licenze commerciali (Régie des Droits Réunits). Nel 1817 fu stenografo per il giornale, di tendenza conservatrice, "Le moniteur universel".
Tradusse dall'inglese:
- Mallet, "Vie de Bacon", 1788.
- Young, "Satyres", 1798.

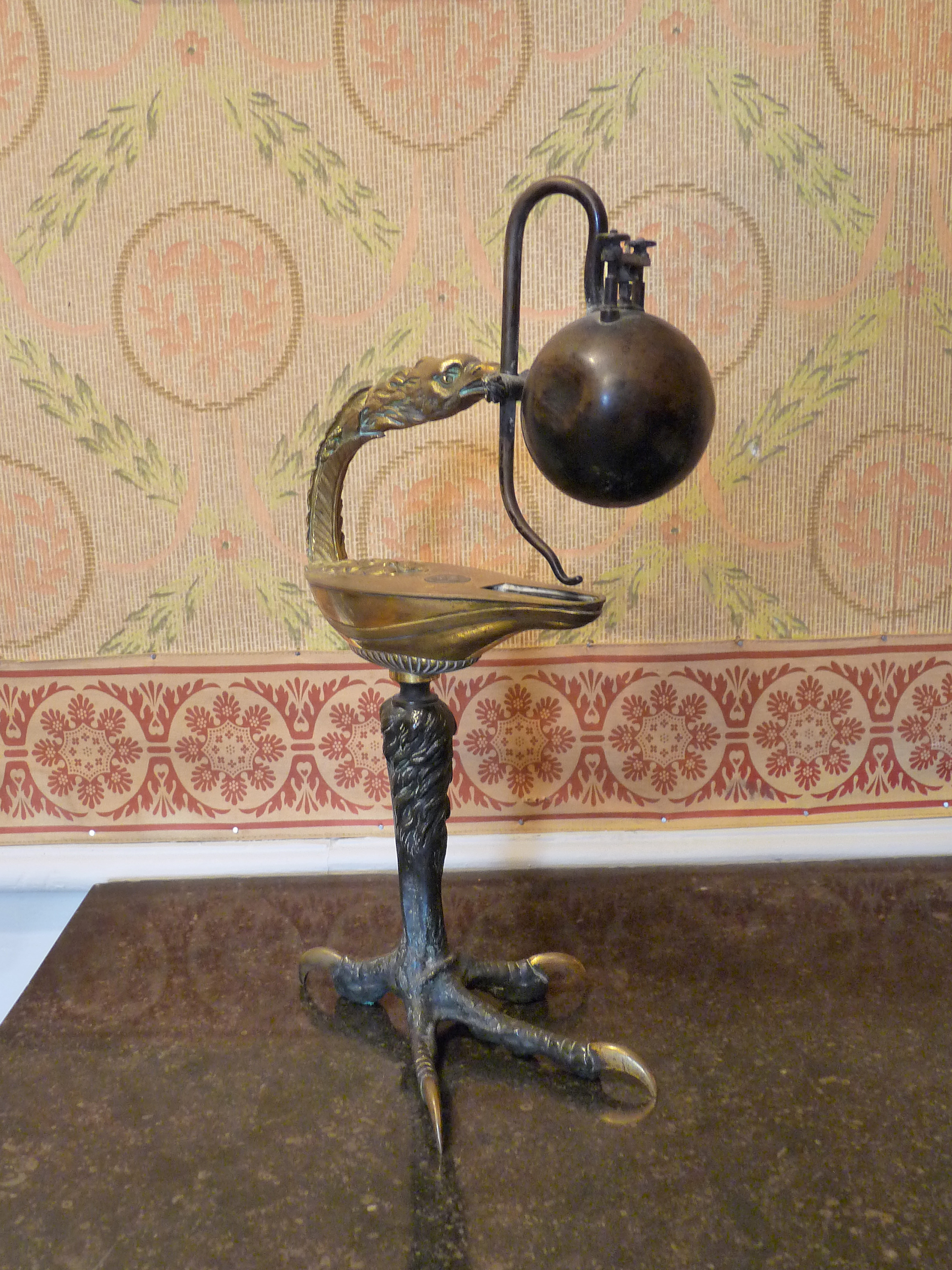
"Lampe docimastique", inventata da Théodore-Pierre Bertin (1751-1819) conservata a Remiremont, Museo Charles Friry

- Taylor, "Système de sténographie", 1792 e 1803.
- "Le Newton de la jeunesse", 1808 e 1825, sorta di "lezioni didattiche " per ragazzi.

Théodor-Pierre Bertin fu attivo anche nel settore tecnico-scientifico. Brevettò infatti la "lampe docimastique", antenata della lampada saldatrice.
Venne pubblicata una sua biografia nel 1886 (Pierre Bertin, sténographe, littérateur et inventeur) ad opera di Ernest Choullier.

## IlSistema Taylor-Bertin
Rispetto al sistema Taylor, il Bertin non era forse particolarmente veloce, ma in compenso era più chiaro nella lettura. Ogni suono possedeva il suo distinto segno, quasi sempre lo stesso del sistema inglese di origine; dal quale si differenziò per l'aggiunta di alcuni simboli soprattutto per indicare le vocali finali. Come Taylor eliminò tutte le vocali che non fossero iniziali o finali; il che poteva causare alcune ambiguità, ma per la prima volta in tempi moderni permise agli stenografi di scrivere con la stessa velocità del parlato. Il metodo era costituito da 16 segni di base, più alcuni segni per le iniziali e le finali. Il suo sistema fu il primo che permise di unire i segni tra di loro senza mai staccare la penna dalla carta. Inoltre Bertin introdusse abbreviazioni che consistevano nella soppressione di alcune lettere o nella riduzione di alcune parole alla loro iniziale.
Il metodo di Bertin fu in seguito perfezionato da Hippolyte Prévost e successivamente da Albert Delaunay.